# Мурмолка
Му́рмолка — русский головной убор, высокая шапка с плоской или сужающейся к низу тульей из алтабаса, бархата или парчи, с меховой лопастью в виде отворотов, которые спереди пристегивались к тулье петлями и пуговицами. Мурмолки иногда украшались запонкой с жемчугом и белым дорогим пером. На тулье могли быть и пуговицы. Между царскими наголовьями они не встречаются, они носились преимущественно боярами. До конца XIX века в некоторых местах Новгородской, Псковской, Санкт-Петербургской губерний мурмолками назывались круглые шапки с меховым верхом (главным образом белым барашковым мехом) и со стёганой подкладкой, без отворотов.
В середине XIX века мурмолка вошла в моду среди русских славянофилов, её носили К. С. Аксаков, А. С. Хомяков и другие, её упоминали в полемических целях как символ славянофильства его оппоненты.

## Этимология
В Этимологическом словаре Фасмера указано, что слово «мурмолка» никак не связано с Мурманом, а происходит от лексемы «ермолка». Слово ермолка, вероятно, тюркского происхождения, по мнению ряда экспертов, от тюркского ягмурлук — дождевик (ср. др.-русск. емурлукъ — «дождевик» от тур. jağmurluk). Непосредственным источником заимствования является польское слово jarmułka, означающее «шляпа».

## В документах
В записке 1658 года о приезде в Россию грузинского царя Теймураза I среди предметов, жалованных ему Алексеем Михайловичем, упоминается и мурмолка, в которой он и вышел из Грановитой палаты.
В описях князя Василия Голицына упоминаются две мурмолки: одна «мурмолка соболина, испод (верх) золотной алтабас, пугвицы каменье бирюза, петли сажены зерном Бурмицким», другая «ветха», её «верх червчат».